# Saipan
Saipan je glavni in hkrati največji otok v Marianskem otočju. Otok je postal znan med drugo svetovno vojno, ko so zanj potekali hudi boji med japonsko in ameriško vojsko. Danes je otok cilj za številne turiste, ki imajo radi naravo in si želijo ogledati obsežne koralne grebene.

## Geografija
Otok ima površino okoli 115.4 kvadratnih kilometrov, dolg je 19 km in širok 9 km. Nahaja se 190 km severno od Guama. Vlada celotnega otočja se nahaja v vasi Capital Hill, ker je organiziran kot enotna skupnost, velja, da je otok Saipan prestolnica Marianskega otočja. Zahodna stran otoka pokrivajo široke peščene plaže pred katerimi se nahaja koralni greben. Vzhodna stran otoka pa je polna visokih pečin, ki se končajo v morju. Najvišji hrib na otoku se imenuje Mount Tapochau in je visok  480 m.

## Zgodovina
Še pred prihodom Evropejcev so otok naseljevale kulture iz Mikronezije. Okoli 16. stoletja so otok odkrili Španci in ga razglasili za špansko last. Po špansko-ameriški vojni je otok prišel v last nemškega cesarstva. Tako je ostalo vse do prve svetovne vojne, ko so otok zasedli Japonci. Ti so na otoku začeli pridelovati sladkor, izredno močno pa se je razvila tudi ribiška industrija. Ker pa je bil otok izrednega strateškega pomena, je bila na njem nameščena močna garnizija s 30.000 japonskimi vojaki. Širšemu svetu je otok postal znan šele leta 1944, ko so se Američani odločili, da otok napadejo in na njem zgradijo vojaško oporišče. V bitki za Saipan, ki je potekala med 15. junijem in 9. julijem 1944 je padlo 2.949 ameriških in 29.000 japonskih vojakov, mrtvih je bilo tudi 22.000 civilistov, ki so v strahu pred ameriško vojsko naredili samomor. Po končanih bojih so Američani na otoku zgradili letališče in pristanišče. Leta 1986 so se Marianski otoki politično in gospodarsko pridružili ZDA.